# Zeadmete
Zeadmete is een geslacht van weekdieren uit de klasse van de Gastropoda (slakken).

## Soorten
- Zeadmete apoensis Verhecken, 2011
- Zeadmete araeostyla (Maxwell, 1988) †
- Zeadmete atlantica Petit, L. D. Campbell & S. C. Campbell, 2010
- Zeadmete aupouria Powell, 1940
- Zeadmete barkeri Powell, 1952
- Zeadmete bathyomon Bouchet & Petit, 2008
- Zeadmete bilix Bouchet & Petit, 2008
- Zeadmete concava (Marwick, 1931) †
- Zeadmete elegantula (Beu, 1970) †
- Zeadmete finlayi Powell, 1940
- Zeadmete gibbera (Marwick, 1931) †
- Zeadmete kumeroa C. A. Fleming, 1943 †
- Zeadmete major (Marwick, 1965) †
- Zeadmete miocenica Finlay, 1930 †
- Zeadmete nodus (Finlay, 1930) †
- Zeadmete otagoensis Dell, 1956
- Zeadmete ovalis Dell, 1956
- Zeadmete pergradata (Verco, 1904)
- Zeadmete physomon Bouchet & Petit, 2008
- Zeadmete pliocenica Finlay, 1930 †
- Zeadmete sikatunai Verhecken, 2011
- Zeadmete subantarctica Powell, 1933
- Zeadmete teres (Laws, 1940) †
- Zeadmete trailli (Hutton, 1873)
- Zeadmete verheckeni Petit & Harasewych, 2000
- Zeadmete watsoni Petit, 1970